# WCT Spring Finals 1983 - Singolare
Il singolare del torneo di tennis WCT Spring Finals 1983, facente parte della categoria World Championship Tennis, ha avuto come vincitore Ivan Lendl che ha battuto in finale Guillermo Vilas con il punteggio di 6–2 6–1 6–0.

## Tabellone

### Legenda
| - Q = Qualificato - WC = Wild card - LL = Lucky loser | - ALT = Alternate - SE = Special Exempt - PR = Protected Ranking | - w/o = Walkover - r = Ritirato - d = Squalificato |

|  | Quarti di finale | Quarti di finale | Quarti di finale | Quarti di finale | Quarti di finale | Quarti di finale | Quarti di finale |  |  | Semifinali      | Semifinali      | Semifinali      | Semifinali      | Semifinali      | Semifinali      | Semifinali |   |   | Finale     | Finale     | Finale     | Finale     | Finale | Finale | Finale |  |
|  |                  |                  |                  |                  |                  |                  |                  |  |  |                 |                 |                 |                 |                 |                 |            |   |   |            |            |            |            |        |        |        |  |
|  | 1                | Ivan Lendl       | Ivan Lendl       | Ivan Lendl       | 6                | 6                | 6                |  |  |                 |                 |                 |                 |                 |                 |            |   |   |            |            |            |            |        |        |        |  |
|  |                  | Mark Dickson     | Mark Dickson     | Mark Dickson     | 2                | 2                | 2                |  |  | Ivan Lendl      | Ivan Lendl      | Ivan Lendl      | Ivan Lendl      | 6               | 6               | 6          |   |   |            |            |            |            |        |        |        |  |
|  | Brian Teacher    | Brian Teacher    | Brian Teacher    | Brian Teacher    | 6                | 6                | 7                |  |  | Brian Teacher   | Brian Teacher   | Brian Teacher   | Brian Teacher   | 3               | 3               | 1          |   |   |            |            |            |            |        |        |        |  |
|  | Steve Denton     | Steve Denton     | Steve Denton     | Steve Denton     | 4                | 2                | 6                |  |  |                 |                 |                 |                 |                 |                 |            |   |   | Ivan Lendl | Ivan Lendl | Ivan Lendl | Ivan Lendl | 6      | 6      | 6      |  |
|  | Tomáš Šmíd       | Tomáš Šmíd       | Tomáš Šmíd       | 6                | 6                | 3                | 6                |  |  |                 |                 | Guillermo Vilas | Guillermo Vilas | Guillermo Vilas | Guillermo Vilas | 2          | 1 | 0 |            |            |            |            |        |        |        |  |
|  | Bill Scanlon     | Bill Scanlon     | Bill Scanlon     | 2                | 1                | 6                | 4                |  |  | Tomáš Šmíd      | Tomáš Šmíd      | Tomáš Šmíd      | Tomáš Šmíd      | 6               | 3               | 4          |   |   |            |            |            |            |        |        |        |  |
|  | 2                | Guillermo Vilas  | Guillermo Vilas  | Guillermo Vilas  | 6                | 6                | 6                |  |  | Guillermo Vilas | Guillermo Vilas | Guillermo Vilas | Guillermo Vilas | 7               | 6               | 6          |   |   |            |            |            |            |        |        |        |  |
|  |                  | Paul McNamee     | Paul McNamee     | Paul McNamee     | 2                | 0                | 1                |  |  |                 |                 |                 |                 |                 |                 |            |   |   |            |            |            |            |        |        |        |  |